# Jerzy Klempel
Jerzy Klempel, poljski rokometaš, * 23. april 1953, Międzylesie, † 28. maj 2004, Wrocław.
Leta 1976 je na poletnih olimpijskih igrah v Montrealu v sestavi poljske rokometne reprezentance osvojil bronasto olimpijsko medaljo.
Čez štiri leta je z reprezentanco osvojil 7. mesto.